# Montaña Tindaya
Montaña Tindaya är ett berg i Spanien.   Det ligger i provinsen Provincia de Las Palmas och regionen Kanarieöarna, i den sydvästra delen av landet, 1 600 km sydväst om huvudstaden Madrid. Toppen på Montaña Tindaya är 401 meter över havet, eller 215 meter över den omgivande terrängen. Bredden vid basen är 1,3 km. Arean är 187 kvadratkilometer. Montaña Tindaya ligger på ön Fuerteventura.
Terrängen runt Montaña Tindaya är kuperad österut, men västerut är den platt. Runt Montaña Tindaya är det ganska tätbefolkat, med 58 invånare per kvadratkilometer. Närmaste större samhälle är La Oliva, 4,9 km öster om Montaña Tindaya. Omgivningarna runt Montaña Tindaya är i huvudsak ett öppet busklandskap.